# Удмуртские Парзи
 Удмуртские Парзи  — деревня в Глазовском районе Удмуртии в составе  сельского поселения Ураковское.

## География
Находится на расстоянии примерно 12 км на юг по прямой от центра района города Глазов. 

## История
Образовалась в 1905 году при переселении удмуртских жителей деревни Парзинской (ныне Татарские Парзи). Интересно, что в 1932-34 годах на землях колхоза велось строительство льнозавода районного значения  но так и не было закончено. В 1970-е годы деревня была зачислена в число неперспективных, молодежь стала уезжать.

## Население
Постоянное население  составляло 46 человек (удмурты 89%) в 2002 году, 43 в 2012.